# Zen 2
Zen 2 é uma microarquitetura de processador de computador da AMD. É o sucessor das microarquiteturas Zen e Zen+ da AMD e é fabricado no nó MOSFET de 7 nanômetros da TSMC. A microarquitetura alimenta a terceira geração de processadores Ryzen, conhecidos como Ryzen 3000 para os principais chips de desktop convencionais (codinome "Matisse"), Ryzen 4000U/H (codinome "Renoir") e Ryzen 5000U (codinome "Lucienne") para aplicações móveis, como Threadripper 3000 para sistemas de desktop high-end, e como Ryzen 4000G para unidades de processamento acelerado (APUs). As CPUs da série Ryzen 3000 foram lançadas em 7 de julho de 2019, enquanto as CPUs de servidor Epyc baseadas em Zen 2 (codinome "Rome") foram lançadas em 7 de agosto de 2019. Um chip adicional, o Ryzen 9 3950X, foi lançado em novembro de 2019.
Na CES 2019, a AMD mostrou uma amostra de engenharia de terceira geração do Ryzen que continha um chiplet com oito núcleos e 16 threads. A CEO da AMD, Lisa Su, também disse esperar mais de oito núcleos na linha final. Na Computex 2019, a AMD revelou que os processadores Zen 2 "Matisse" teriam até 12 núcleos e, algumas semanas depois, um processador de 16 núcleos também foi revelado na E3 2019, sendo o já mencionado Ryzen 9 3950X.
O Zen 2 inclui mitigações de hardware para a vulnerabilidade de segurança Spectre.
As CPUs de serivor Epyc baseadas em Zen 2 usam um design no qual vários chips de CPU (até oito no total) fabricados em um processo de 7 nm ("chiplets") são combinados com um chip de I/O de 14 nm (em oposição ao IOD de 12 nm nas variantes Matisse) em cada pacote de módulo de multichip (MCM). Usando isso, até 64 núcleos físicos e 128 threads de computação totais (com Multithreading simultâneo) são suportados por soquete. Essa arquitetura é quase idêntica ao layout do processador principal "pró-consumidor" Threadripper 3990X. O Zen 2 fornece cerca de 15% mais instruções por clock do que o Zen e o Zen+, as microarquiteturas de 14 e 12 nm utilizadas na primeira geração Ryzen, respectivamente.
O Steam Deck, PlayStation 5, Xbox Series X e Series S usam chips baseados na microarquitetura Zen 2, com ajustes proprietários e configurações diferentes na implementação de cada sistema do que a AMD vende em suas próprias APUs disponíveis comercialmente.

## Design
O Zen 2 é um afastamento significativo do paradigma de design físico das arquiteturas Zen anteriores da AMD, Zen e Zen+. O Zen 2 muda para um design de módulo multi-chip onde os componentes de I/O da CPU são dispostos em seu próprio chip, que é separado dos chips que contêm núcleos do processador, que também são chamados de chiplets neste contexto. Essa separação tem benefícios em escalabilidade e capacidade de fabricação. Como as interfaces físicas não escalam muito bem com reduções na tecnologia de processo, sua separação em um chip diferente permite que esses componentes sejam fabricados usando um nó de processo maior e mais maduro do que os chips da CPU. Os chips da CPU (chamados pela AMD de core complex dies ou CCDs), agora mais compactos devido à movimentação de componentes de I/O para outro chip, podem ser fabricados usando um processo menor com menos defeitos de fabricação do que um chip maior apresentaria (já que as chances de um chip ter um defeito aumentam com o tamanho do dispositivo (chip)) ao mesmo tempo em que permitem mais chips por wafer. Além disso, o chip central de I/O pode atender a vários chips, facilitando a construção de processadores com um grande número de núcleos.

Ilustração simplificada da microarquitetura Zen 2

Com o Zen 2, cada chiplet de CPU abriga 8 núcleos de CPU, dispostos em 2 core complexes (CCXs), cada um com 4 núcleos de CPU. Esses chiplets são fabricados usando o nó MOSFET de 7 nanômetros da TSMC e têm cerca de 74 a 80 mm2 de tamanho. O chiplet tem cerca de 3,8 bilhões de transistores, enquanto o die de I/O (IOD) de 12 nm tem ~125 mm2 e tem 2,09 bilhões de transistores. A quantidade de cache L3 foi dobrada para 32 MB, com cada CCX no chiplet agora tendo acesso a 16 MB de L3 em comparação com os 8 MB de Zen e Zen+. O desempenho do AVX2 é bastante melhorado por um aumento na largura da unidade de execução de 128 bits para 256 bits. Existem várias variantes do die de I/O: uma fabricada no processo de 14 nanômetros da GlobalFoundries e outra fabricada usando o processo de 12 nanômetros da mesma empresa. Os dies de 14 nanômentros têm mais recursos e são usados para os processadores Epyc Rome, enquanto as versões de 12 nm são usadas para processadores de consumo. Ambos os processos têm tamanhos de recursos semelhantes, então sua densidade de transistor também é semelhante.
A arquitetura Zen 2 da AMD pode oferecer maior desepenho com menor consumo de energia do que a arquitetura Cascade Lake da Intel, com um exemplo sendo o AMD Ryzen Threadripper 3970X rodando com um TDP de 140 W no modo ECO ofecerendo maior desempenho do que o Intel Core i9-10980XE rodando com um TDP de 165 W.

### Novos recursos
- Algumas novas extensões do conjunto de instruções: WBNOINVD, CLWB, RDPID, RDPRU, MCOMMIT. Cada instrução usa seu próprio bit CPUID.[28][29]
- Mitigações de hardware contra a vulnerabilidade de desvio de armazenamento especulativo do Spectre V4.[30]
- Otimização de espelhamento de memória com latência zero (não documentada).[31]
- Largura dobrada das unidades de execução e unidades de armazenamento de carga (de 128 bits para 256 bits) no coprocessador de ponto flutuante e melhorias significativas na taxa de transferência na unidade de execução de multiplicação. Isso permite que a FPU execute cálculos AVX2 de ciclo único.[32]

## Tabelas de recursos

### CPUs
Tabela de recursos de CPU

### APUs
Tabela de recursos de APU

## Produtos
Em 26 de maio de 2019, a AMD anunciou seis processadores Ryzen para desktop baseados em Zen 2 (codinome "Matisse"). Isso incluía variantes de 6 e 8 núcleos nas linhas de produtos Ryzen 5 e Ryzen 7, bem como uma nova linha Ryzen 9 que inclui os primeiros processadores de desktop convencionais de 12 e 16 núcleos da empresa.
O chip de I/O Matisse também é usado como chipset X570.
A segunda geração de processadores Epyc da AMD, codinome "Rome", apresenta até 64 núcleos e foi lançada em 7 de agosto de 2019.

### CPUs de desktop

#### Série 3000 (Matisse)
Recursos comuns das CPUs de desktop Ryzen 3000:
- Socket: AM4.
- Todas as CPUs suportam DDR4-3200 no modo dual-channel.
- Cache L1: 64 KB (32 KB de dados + 32 KB de instrução) por núcleo.
- Cache L2: 512 KB por núcleo.
- Todas as CPUs suportam 24 pistas PCIe 4.0. 4 das pistas são reservadas como link para o chipset.
- Sem gráficos integrados.
- Processo de fabricação: TSMC 7FF.

| Marca e modelo | Marca e modelo | Cores (threads) | Solução Térmica        | Taxa de clock (GHz) | Taxa de clock (GHz) | Cache L3 (total) | TDP   | Chiplets         | Core config | Data de lançamento     | MSRP                     |
| Marca e modelo | Marca e modelo | Cores (threads) | Solução Térmica        | Base                | Boost               | Cache L3 (total) | TDP   | Chiplets         | Core config | Data de lançamento     | MSRP                     |
| -------------- | -------------- | --------------- | ---------------------- | ------------------- | ------------------- | ---------------- | ----- | ---------------- | ----------- | ---------------------- | ------------------------ |
| Ryzen 9        | 3950X          | 16 (32)         | N/A                    | 3.5                 | 4.7                 | 64 MB            | 105 W | 2 × CCD 1 × I/OD | 4 × 4       | 25 de novembro de 2019 | US $749                  |
| Ryzen 9        | 3900XT         | 12 (24)         | N/A                    | 3.8                 | 4.7                 | 64 MB            | 105 W | 2 × CCD 1 × I/OD | 4 × 3       | 7 de julho de 2020     | US $499                  |
| Ryzen 9        | 3900X          | 12 (24)         | Wraith Prism           | 3.8                 | 4.6                 | 64 MB            | 105 W | 2 × CCD 1 × I/OD | 4 × 3       | 7 de julho de 2019     | US $499                  |
| Ryzen 9        | 3900           | 12 (24)         | OEM                    | 3.1                 | 4.3                 | 64 MB            | 65 W  | 2 × CCD 1 × I/OD | 4 × 3       | 8 de outubro de 2019   | OEM                      |
| Ryzen 7        | 3800XT         | 8 (16)          | N/A                    | 3.9                 | 4.7                 | 32 MB            | 105 W | 1 × CCD 1 × I/OD | 2 × 4       | 7 de julho de 2020     | US $399                  |
| Ryzen 7        | 3800X          | 8 (16)          | Wraith Prism           | 3.9                 | 4.5                 | 32 MB            | 105 W | 1 × CCD 1 × I/OD | 2 × 4       | 7 de julho de 2019     | US $399                  |
| Ryzen 7        | 3700X          | 8 (16)          | Wraith Prism           | 3.6                 | 4.4                 | 32 MB            | 065 W | 1 × CCD 1 × I/OD | 2 × 4       | 7 de julho de 2019     | US $329                  |
| Ryzen 5        | 3600XT         | 6 (12)          | N/A                    | 3.8                 | 4.5                 | 32 MB            | 95 W  | 1 × CCD 1 × I/OD | 2 × 3       | 7 de julho de 2020     | US $249                  |
| Ryzen 5        | 3600X          | 6 (12)          | Wraith Spire (sem LED) | 3.8                 | 4.4                 | 32 MB            | 95 W  | 1 × CCD 1 × I/OD | 2 × 3       | 7 de julho de 2019     | US $249                  |
| Ryzen 5        | 3600           | 6 (12)          | Wraith Stealth         | 3.6                 | 4.2                 | 32 MB            | 65 W  | 1 × CCD 1 × I/OD | 2 × 3       | 7 de julho de 2019     | US $199                  |
| Ryzen 5        | 3500X          | 6 (6)           | Wraith Stealth         | 3.6                 | 4.1                 | 32 MB            | 65 W  | 1 × CCD 1 × I/OD | 2 × 3       | 8 de outubro de 2019   | China ¥1099              |
| Ryzen 5        | 3500           | 6 (6)           | OEM                    | 3.6                 | 4.1                 | 16 MB            | 65 W  | 1 × CCD 1 × I/OD | 2 × 3       | 15 de novembro de 2019 | OEM (Oeste) Japão ¥16000 |
| Ryzen 3        | 3300X          | 4 (8)           | Wraith Stealth         | 3.8                 | 4.3                 | 16 MB            | 65 W  | 1 × CCD 1 × I/OD | 1 × 4       | 21 de abril de 2020    | US $119                  |
| Ryzen 3        | 3100           | 4 (8)           | Wraith Stealth         | 3.6                 | 3.9                 | 16 MB            | 65 W  | 1 × CCD 1 × I/OD | 2 × 2       | 21 de abril de 2020    | US $99                   |

1. ↑  Core Complexes (CCXs) × cores por CCX
2. ↑  Ryzen 9 3900X e Ryzen 9 3950X podem consumir mais de 145 W sob carga.[35]
3. ↑  Ryzen 7 3700X pode consumir mais de 90 W sob carga.[35]

1. 1 2 3  Modelo também disponível como versão PRO como 3600,[51] 3700,[52] 3900,[53] lançado em 30 de setembro de 2019 para OEMs

Recursos comuns das CPUs Ryzen 3000 HEDT/estação de trabalho:
- Socket: sTRX4 (Threadripper), sWRX8 (Threadripper PRO).
- As CPUs Threadripper suportam DDR4-3200 no modo quad-channel, enquanto as CPUs Threadripper PRO suportam DDR4-3200 no modo octa-channel.
- Cache L1: 64 KB (32 KB de dados + 32 KB de instrução) por núcleo.
- Cache L2: 512 KB por núcleo.
- As CPUs Threadripper suportam 64 faixas PCIe 4.0 enquanto as CPUs Threadripper PRO suportam 128 faixas PCIe 4.0. 8 das pistas são reservadas como link para o chipset.
- Sem gráficos integrados.
- Processo de fabricação: TSMC 7FF.

| Marca e Modelo         | Marca e Modelo | Cores (threads) | Taxa de clock (GHz) | Taxa de clock (GHz) | Cache L3 (total) | TDP   | Chiplets         | Core config | Data de lançamento     | MSRP     |
| Marca e Modelo         | Marca e Modelo | Cores (threads) | Base                | Boost               | Cache L3 (total) | TDP   | Chiplets         | Core config | Data de lançamento     | MSRP     |
| ---------------------- | -------------- | --------------- | ------------------- | ------------------- | ---------------- | ----- | ---------------- | ----------- | ---------------------- | -------- |
| Ryzen Threadripper PRO | 3995WX         | 64 (128)        | 2.7                 | 4.2                 | 256 MB           | 280 W | 8 × CCD 1 × I/OD | 16 × 4      | 4 de julho de 2020     |          |
| Ryzen Threadripper PRO | 3975WX         | 32 (64)         | 3.5                 | 4.2                 | 128 MB           | 280 W | 4 × CCD 1 × I/OD | 8 × 4       | 4 de julho de 2020     |          |
| Ryzen Threadripper PRO | 3955WX         | 16 (32)         | 3.9                 | 4.3                 | 64 MB            | 280 W | 2 × CCD 1 × I/OD | 4 × 4       | 4 de julho de 2020     |          |
| Ryzen Threadripper PRO | 3945WX         | 12 (24)         | 4.0                 | 4.3                 | 64 MB            | 280 W | 2 × CCD 1 × I/OD | 4 × 3       | 4 de julho de 2020     |          |
| Ryzen Threadripper     | 3990X          | 64 (128)        | 2.9                 | 4.3                 | 256 MB           | 280 W | 8 × CCD 1 × I/OD | 16 × 4      | 7 de fevereiro de 2020 | US $3990 |
| Ryzen Threadripper     | 3970X          | 32 (64)         | 3.7                 | 4.5                 | 128 MB           | 280 W | 4 × CCD 1 × I/OD | 8 × 4       | 25 de novembro de 2019 | US $1999 |
| Ryzen Threadripper     | 3960X          | 24 (48)         | 3.8                 | 4.5                 | 128 MB           | 280 W | 4 × CCD 1 × I/OD | 8 × 3       | 25 de novembro de 2019 | US $1399 |

1. ↑  Core Complexes (CCXs) × cores por CCX
2. ↑  Ryzen Threadripper 3990X pode consumir mais de 490 W sob carga.[55]

#### Série 4000 (Renoir)
Baseado nas APUs da série Ryzen 4000G que tinham os gráficos integrados desativados.
Recursos comuns das CPUs de desktop Ryzen 4000:
- Socket: AM4.
- Todas as CPUs suportam DDR4-3200 no modo dual-channel.
- Cache L1: 64 KB (32 KB de dados + 32 KB de instrução) por núcleo.
- Cache L2: 512 KB por núcleo.
- Todas as CPUs suportam 24 pistas PCIe 3.0. 4 das pistas são reservadas como link para o chipset.
- Sem gráficos integrados.
- Processo de fabricação: TSMC 7FF.
- Empacotado com AMD Wraith Stealth

O processador AMD 4700S para desktop faz parte de um “kit de desktop” que vem com uma placa-mãe e RAM GDDR6. A CPU é soldada e fornece 4 pistas PCIe 2.0.
| Marca e modelo | Marca e modelo | Cores (threads) | Taxa de clock (GHz) | Taxa de clock (GHz) | Cache L3 (total) | TDP  | Core config | Data de lançamento | MSRP                         | MSRP |
| Marca e modelo | Marca e modelo | Cores (threads) | Base                | Boost               | Cache L3 (total) | TDP  | Core config | Data de lançamento | MSRP                         | MSRP |
| -------------- | -------------- | --------------- | ------------------- | ------------------- | ---------------- | ---- | ----------- | ------------------ | ---------------------------- | ---- |
| AMD            | 4800S          | 8 (16)          |                     | 4.0                 | 8 MB             |      | 2 × 4       | 2022               | fornecido com kit de desktop |      |
| AMD            | 4700S          | 8 (16)          | 3.6                 | 4.0                 | 8 MB             | 75 W | 2 × 4       | 2021               | fornecido com kit de desktop |      |
| Ryzen 5        | 4500           | 6 (12)          | 3.6                 | 4.1                 | 8 MB             | 65 W | 2 × 3       | 4 de abril de 2022 | US $129                      |      |
| Ryzen 3        | 4100           | 4 (8)           | 3.8                 | 4.0                 | 4 MB             | 65 W | 1 × 4       | 4 de abril de 2022 | US $99                       |      |

1. ↑  Core Complexes (CCX) × cores por CCX

### APUs de Desktop
Inicialmente fornecido apenas para OEM; mais tarde, a AMD lançou APUs de desktop Zen 2 de varejo em abril de 2022.
Recursos comuns das APUs de desktop Ryzen 4000:
- Socket: AM4.
- Todas as CPUs suportam DDR4-3200 no modo dual-channel.
- Cache L1: 64 KB (32 KB de dados + 32 KB de instrução) por núcleo.
- Cache L2: 512 KB por núcleo.
- Todas as CPUs suportam 24 pistas PCIe 3.0. 4 das pistas são reservadas como link para o chipset.
- Inclui GPU integrada GCN 5ª geração.
- Processo de fabricação: TSMC 7FF.

| Marca e modelo | Marca e modelo | CPU             | CPU                 | CPU                 | CPU              | CPU         | GPU             | GPU         | GPU            | GPU                             | TDP  | Data de lançamento                                      | MSRP          |
| Marca e modelo | Marca e modelo | Cores (threads) | Taxa de clock (GHz) | Taxa de clock (GHz) | Cache L3 (total) | Core Config | Modelo          | Clock (GHz) | Config         | Poder de processamento (GFLOPS) | TDP  | Data de lançamento                                      | MSRP          |
| Marca e modelo | Marca e modelo | Cores (threads) | Base                | Boost               | Cache L3 (total) | Core Config | Modelo          | Clock (GHz) | Config         | Poder de processamento (GFLOPS) | TDP  | Data de lançamento                                      | MSRP          |
| -------------- | -------------- | --------------- | ------------------- | ------------------- | ---------------- | ----------- | --------------- | ----------- | -------------- | ------------------------------- | ---- | ------------------------------------------------------- | ------------- |
| Ryzen 7        | 4700G          | 8 (16)          | 3.6                 | 4.4                 | 8 MB             | 2 × 4       | Radeon Graphics | 2.1         | 512:32:16 8 CU | 2150.4                          | 65 W | 21 de julho de 2020                                     | OEM           |
| Ryzen 7        | 4700GE         | 8 (16)          | 3.1                 | 4.3                 | 8 MB             | 2 × 4       | Radeon Graphics | 2.0         | 512:32:16 8 CU | 2048                            | 35 W | 21 de julho de 2020                                     | OEM           |
| Ryzen 5        | 4600G          | 6 (12)          | 3.7                 | 4.2                 | 8 MB             | 2 × 3       | Radeon Graphics | 1.9         | 448:28:14 7 CU | 1702.4                          | 65 W | 21 de julho de 2020 (OEM) / 4 de abril de 2022 (retail) | OEM / US $154 |
| Ryzen 5        | 4600GE         | 6 (12)          | 3.3                 | 4.2                 | 8 MB             | 2 × 3       | Radeon Graphics | 1.9         | 448:28:14 7 CU | 1702.4                          | 35 W | 21 de julho de 2020                                     | OEM           |
| Ryzen 3        | 4300G          | 4 (8)           | 3.8                 | 4.0                 | 4 MB             | 1 × 4       | Radeon Graphics | 1.7         | 384:24:12 6 CU | 1305.6                          | 65 W | 21 de julho de 2020                                     | OEM           |
| Ryzen 3        | 4300GE         | 4 (8)           | 3.5                 | 4.0                 | 4 MB             | 1 × 4       | Radeon Graphics | 1.7         | 384:24:12 6 CU | 1305.6                          | 35 W | 21 de julho de 2020                                     | OEM           |

1. ↑  Core complexes (CCXs) × cores por CCX
2. ↑  Shaders Unificados: Unidades de Mapeamento de Textura: Unidades de Saída de Renderização e Unidades de Computação (CU)
3. ↑  O desempenho de precisão única é calculado a partir da velocidade de clock base (ou aumento) do núcleo com base em uma operação FMA.

1. 1 2 3 4 5 6  Modelo também disponível como versão PRO como 4350GE,[75] 4350G,[76] 4650GE,[77] 4650G,[78] 4750GE,[79] 4750G,[80] lançado em 21 de julho de 2020 para apenas OEM.[81]
2. ↑  Todas as iGPUs são marcadas como AMD Radeon Graphics.

### APUs Mobile

#### Renoir (série 4000)
Recursos comuns das APUs de notebook Ryzen 4000:
- Socket: FP6.
- Todas as CPUs suportam DDR4-3200 ou LPDDR4-4266 no modo de dual-channel.
- Cache L1: 64 KB (32 KB de dados + 32 KB de instrução) por núcleo.
- Cache L2: 512 KB por núcleo.
- Todas as CPUs suportam 16 pistas PCIe 3.0.
- Inclui GPU integrada GCN 5ª geração.
- Processo de fabricação: TSMC 7FF.

| Marca e Modelo | Marca e Modelo | CPU             | CPU                 | CPU                 | CPU              | CPU         | GPU             | GPU         | GPU           | GPU                             | TDP     | Data de lançamento  |
| Marca e Modelo | Marca e Modelo | Cores (threads) | Taxa de clock (GHz) | Taxa de clock (GHz) | Cache L3 (total) | Core config | Modelo          | Clock (GHz) | Config        | Poder de processamento (GFLOPS) | TDP     | Data de lançamento  |
| Marca e Modelo | Marca e Modelo | Cores (threads) | Base                | Boost               | Cache L3 (total) | Core config | Modelo          | Clock (GHz) | Config        | Poder de processamento (GFLOPS) | TDP     | Data de lançamento  |
| -------------- | -------------- | --------------- | ------------------- | ------------------- | ---------------- | ----------- | --------------- | ----------- | ------------- | ------------------------------- | ------- | ------------------- |
| Ryzen 9        | 4900H          | 8 (16)          | 3.3                 | 4.4                 | 8 MB             | 2 × 4       | Radeon Graphics | 1.75        | 512:32:8 8 CU | 1792                            | 35–54 W | 16 de março de 2020 |
| Ryzen 9        | 4900HS         | 8 (16)          | 3.0                 | 4.3                 | 8 MB             | 2 × 4       | Radeon Graphics | 1.75        | 512:32:8 8 CU | 1792                            | 35 W    | 16 de março de 2020 |
| Ryzen 7        | 4800H          | 8 (16)          | 2.9                 | 4.2                 | 8 MB             | 2 × 4       | Radeon Graphics | 1.6         | 448:28:8 7 CU | 1433.6                          | 35–54 W | 16 de março de 2020 |
| Ryzen 7        | 4800HS         | 8 (16)          | 2.9                 | 4.2                 | 8 MB             | 2 × 4       | Radeon Graphics | 1.6         | 448:28:8 7 CU | 1433.6                          | 35 W    | 16 de março de 2020 |
| Ryzen 7        | 4980U          | 8 (16)          | 2.0                 | 4.4                 | 8 MB             | 2 × 4       | Radeon Graphics | 1.95        | 512:32:8 8 CU | 1996.8                          | 10–25 W | 13 de abril de 2021 |
| Ryzen 7        | 4800U          | 8 (16)          | 1.8                 | 4.2                 | 8 MB             | 2 × 4       | Radeon Graphics | 1.75        | 512:32:8 8 CU | 1792                            | 10–25 W | 16 de março de 2020 |
| Ryzen 7        | 4700U          | 8 (8)           | 2.0                 | 4.1                 | 8 MB             | 2 × 4       | Radeon Graphics | 1.6         | 448:28:8 7 CU | 1433.6                          | 10–25 W | 16 de março de 2020 |
| Ryzen 5        | 4600H          | 6 (12)          | 3.0                 | 4.0                 | 8 MB             | 2 × 3       | Radeon Graphics | 1.5         | 384:24:8 6 CU | 1152                            | 35–54 W | 16 de março de 2020 |
| Ryzen 5        | 4600HS         | 6 (12)          | 3.0                 | 4.0                 | 8 MB             | 2 × 3       | Radeon Graphics | 1.5         | 384:24:8 6 CU | 1152                            | 35 W    | 16 de março de 2020 |
| Ryzen 5        | 4680U          | 6 (12)          | 2.1                 | 4.0                 | 8 MB             | 2 × 3       | Radeon Graphics | 1.5         | 448:28:8 7 CU | 1344                            | 10–25 W | 13 de abril de 2021 |
| Ryzen 5        | 4600U          | 6 (12)          | 2.1                 | 4.0                 | 8 MB             | 2 × 3       | Radeon Graphics | 1.5         | 384:24:8 6 CU | 1152                            | 10–25 W | 16 de março de 2020 |
| Ryzen 5        | 4500U          | 6 (6)           | 2.3                 | 4.0                 | 8 MB             | 2 × 3       | Radeon Graphics | 1.5         | 384:24:8 6 CU | 1152                            | 10–25 W | 16 de março de 2020 |
| Ryzen 3        | 4300U          | 4 (4)           | 2.7                 | 3.7                 | 4 MB             | 1 × 4       | Radeon Graphics | 1.4         | 320:20:8 5 CU | 896                             | 10–25 W | 16 de março de 2020 |

1. ↑  Core Complexes (CCX) × cores por CCX
2. ↑  Shaders Unificados: Unidades de Mapeamento de Textura: Unidades de Saída de Renderização e Unidades de Computação (CU)
3. ↑  O desempenho de precisão única é calculado a partir da velocidade de clock base (ou aumento) do núcleo com base em uma operação FMA.

1. ↑  Todas as iGPUs são marcadas como AMD Radeon Graphics.
2. 1 2 3  Modelo também disponível como versão PRO como 4450U,[99] 4650U,[100] 4750U,[101] lançado em 7 de maio de 2020.

#### Lucienne (Série 5000)
Recursos comuns das APUs de notebook Ryzen 5000:
- Soquete: FP6.
- Todas as CPUs suportam DDR4-3200 ou LPDDR4-4266 no modo  dual-channel.
- Cache L1: 64 KB (32 KB de dados + 32 KB de instrução) por núcleo.
- Cache L2: 512 KB por núcleo.
- Todas as CPUs suportam 16 pistas PCIe 3.0.
- Inclui GPU integrada GCN 5th geração.
- Processo de fabricação: TSMC 7FF.

| Marca e modelo | Marca e modelo | CPU            | CPU         | CPU                 | CPU                 | CPU              | GPU             | GPU           | GPU         | GPU                             | TDP     | Data de lançamento e preço |
| Marca e modelo | Marca e modelo | Cores (Thread) | Core config | Taxa de clock (GHz) | Taxa de clock (GHz) | Cache L3 (total) | Modelo          | Config        | Clock (GHz) | Poder de processamento (GFLOPS) | TDP     | Data de lançamento e preço |
| Marca e modelo | Marca e modelo | Cores (Thread) | Core config | Base                | Boost               | Cache L3 (total) | Modelo          | Config        | Clock (GHz) | Poder de processamento (GFLOPS) | TDP     | Data de lançamento e preço |
| -------------- | -------------- | -------------- | ----------- | ------------------- | ------------------- | ---------------- | --------------- | ------------- | ----------- | ------------------------------- | ------- | -------------------------- |
| Ryzen 3        | 5300U          | 4 (8)          | 1 × 4       | 2.6                 | 3.8                 | 4 MB             | Radeon Graphics | 384:24:8 6 CU | 1.5         | 1152                            | 10–25 W | 12 de janeiro de 2021      |
| Ryzen 5        | 5500U          | 6 (12)         | 2 × 3       | 2.1                 | 4.0                 | 8 MB             | Radeon Graphics | 448:28:8 7 CU | 1.8         | 1612.8                          | 10–25 W | 12 de janeiro de 2021      |
| Ryzen 7        | 5700U          | 8 (16)         | 2 × 4       | 1.8                 | 4.3                 | 8 MB             | Radeon Graphics | 512:32:8 8 CU | 1.9         | 1945.6                          | 10–25 W | 12 de janeiro de 2021      |

1. ↑  Core Complexes (CCX) × cores por CCX
2. ↑  Shaders unificados : Unidades de mapeamento de textura : Unidades de saída de renderização e unidades de computação (CU)
3. ↑  O desempenho de precisão simples é calculado a partir da velocidade de clock do núcleo base (ou boost) com base em uma operação FMA.

1. ↑  Todos os iGPUs têm a marca AMD Radeon Graphics.

### APUs Ultra-mobile
Em 2022, a AMD anunciou as APUs ultramóveis Mendocino.
Recursos comuns das APUs de notebook Ryzen 7020:
- Soquete: FT6
- Todas as CPUs suportam LPDDR5-5500 no modo dual-channel.
- Cache L1: 64 KB (32 KB de dados + 32 KB de instrução) por núcleo.
- Cache L2: 512 KB por núcleo.
- Todas as CPUs suportam 4 pistas PCIe 3.0.
- Inclui GPU RDNA2 integrada.
- Processo de fabricação: TSMC 6 nm FinFET.

| Marca e modelo | Marca e modelo | CPU             | CPU                 | CPU                 | CPU              | CPU         | GPU       | GPU         | GPU                             | TDP  | Data de lançamento |
| Marca e modelo | Marca e modelo | Cores (threads) | Taxa de clock (GHz) | Taxa de clock (GHz) | Cache L3 (total) | Core config | Modelo    | Clock (GHz) | Poder de processamento (GFLOPS) | TDP  | Data de lançamento |
| Marca e modelo | Marca e modelo | Cores (threads) | Base                | Boost               | Cache L3 (total) | Core config | Modelo    | Clock (GHz) | Poder de processamento (GFLOPS) | TDP  | Data de lançamento |
| -------------- | -------------- | --------------- | ------------------- | ------------------- | ---------------- | ----------- | --------- | ----------- | ------------------------------- | ---- | ------------------ |
| Ryzen 5        | 7520U          | 4 (8)           | 2.8                 | 4.3                 | 4 MB             | 1 × 4       | 610M 2 CU | 1.9         | 486.4                           | 15 W | 20 setembro 2022   |
| Ryzen 3        | 7320U          | 4 (8)           | 2.4                 | 4.1                 | 4 MB             | 1 × 4       | 610M 2 CU | 1.9         | 486.4                           | 15 W | 20 setembro 2022   |

1. ↑  Core Complexes (CCX) × cores por CCX
2. ↑  O desempenho de precisão simples é calculado a partir da velocidade de clock do núcleo base (ou boost) com base em uma operação FMA.
3. 1 2  Modelo também disponível como versão otimiziada para Chromebook com 7520C[110] e 7320C[111] lançado em 23 de maio de 2023

### Processadores Integrados
| Modelo | Data de lançamento e preço | Fab      | CPU            | CPU                 | CPU                 | CPU                             | CPU             | CPU   | GPU         | GPU           | GPU         | GPU                             | Socket | Suporte PCIe         | Suporte de memória                               | TDP     |
| Modelo | Data de lançamento e preço | Fab      | Cores (Thread) | Taxa de clock (GHz) | Taxa de clock (GHz) | Cache                           | Cache           | Cache | Arquitetura | Config        | Clock (GHz) | Poder de processamento (GFLOPS) | Socket | Suporte PCIe         | Suporte de memória                               | TDP     |
| Modelo | Data de lançamento e preço | Fab      | Cores (Thread) | Base                | Boost               | L1                              | L2              | L3    | Arquitetura | Config        | Clock (GHz) | Poder de processamento (GFLOPS) | Socket | Suporte PCIe         | Suporte de memória                               | TDP     |
| ------ | -------------------------- | -------- | -------------- | ------------------- | ------------------- | ------------------------------- | --------------- | ----- | ----------- | ------------- | ----------- | ------------------------------- | ------ | -------------------- | ------------------------------------------------ | ------- |
| V2516  | 10 de novembro de 2020     | TSMC 7FF | 6 (12)         | 2.1                 | 3.95                | 32 KB inst. 32 KB data por core | 512 KB por core | 8 MB  | GCN 5th gen | 384:24:8 6 CU | 1.5         | 1152                            | FP6    | PCIe 3.0 ×20 8+4+4+4 | DDR4-3200 dual-channel LPDDR4X-4266 quad-channel | 10-25 W |
| V2546  | 10 de novembro de 2020     | TSMC 7FF | 6 (12)         | 3.0                 | 3.95                | 32 KB inst. 32 KB data por core | 512 KB por core | 8 MB  | GCN 5th gen | 384:24:8 6 CU | 1.5         | 1152                            | FP6    | PCIe 3.0 ×20 8+4+4+4 | DDR4-3200 dual-channel LPDDR4X-4266 quad-channel | 35-54 W |
| V2718  | 10 de novembro de 2020     | TSMC 7FF | 8 (16)         | 1.7                 | 4.15                | 32 KB inst. 32 KB data por core | 512 KB por core | 8 MB  | GCN 5th gen | 448:28:8 7 CU | 1.6         | 1433.6                          | FP6    | PCIe 3.0 ×20 8+4+4+4 | DDR4-3200 dual-channel LPDDR4X-4266 quad-channel | 10-25 W |
| V2748  | 10 de novembro de 2020     | TSMC 7FF | 8 (16)         | 2.9                 | 4.25                | 32 KB inst. 32 KB data por core | 512 KB por core | 8 MB  | GCN 5th gen | 448:28:8 7 CU | 1.6         | 1433.6                          | FP6    | PCIe 3.0 ×20 8+4+4+4 | DDR4-3200 dual-channel LPDDR4X-4266 quad-channel | 35-54 W |

1. ↑  Shaders Unificados: Unidades de Mapeamento de Textura: Unidades de Saída de Renderização e Unidades de Computação (CU)
2. ↑  O desempenho de precisão única é calculado a partir da velocidade de clock base (ou aumento) do núcleo com base em uma operação FMA.

### Processadores Server
Recursos comuns dessas CPUs:
- Codinome "Rome
- Microarquitetura Zen 2
- Processo TSMC 7nm
- Socket SP3
- 128 pistas PCIe
- Suprte de memória DDR4-3200 no modo octa-channel

| Modelo | Data de lançamento     | Preço (USD) | Fab      | Chiplets         | Cores (Thread) | Core config | Clock rate (GHz) | Clock rate (GHz) | Cache                             | Cache             | Cache                  | Socket & dimensionamento | TDP   |
| Modelo | Data de lançamento     | Preço (USD) | Fab      | Chiplets         | Cores (Thread) | Core config | Base             | Boost            | L1                                | L2                | L3                     | Socket & dimensionamento | TDP   |
| ------ | ---------------------- | ----------- | -------- | ---------------- | -------------- | ----------- | ---------------- | ---------------- | --------------------------------- | ----------------- | ---------------------- | ------------------------ | ----- |
| 7232P  | 7 de agosto de 2019    | $450        | TSMC 7FF | 2 × CCD 1 × I/OD | 8 (16)         | 4 × 2       | 3.1              | 3.2              | 32 KB inst. 32 KB data (por core) | 512 KB (por core) | 32 MB (8 MB por CCX)   | SP3 1P                   | 120 W |
| 7302P  | 7 de agosto de 2019    | $825        | TSMC 7FF | 4 × CCD 1 × I/OD | 16 (32)        | 8 × 2       | 3                | 3.3              | 32 KB inst. 32 KB data (por core) | 512 KB (por core) | 128 MB (16 MB por CCX) | SP3 1P                   | 155 W |
| 7402P  | 7 de agosto de 2019    | $1250       | TSMC 7FF | 4 × CCD 1 × I/OD | 24 (48)        | 8 × 3       | 2.8              | 3.35             | 32 KB inst. 32 KB data (por core) | 512 KB (por core) | 128 MB (16 MB por CCX) | SP3 1P                   | 180 W |
| 7502P  | 7 de agosto de 2019    | $2300       | TSMC 7FF | 4 × CCD 1 × I/OD | 32 (64)        | 8 × 4       | 2.5              | 3.35             | 32 KB inst. 32 KB data (por core) | 512 KB (por core) | 128 MB (16 MB por CCX) | SP3 1P                   | 180 W |
| 7702P  | 7 de agosto de 2019    | $4425       | TSMC 7FF | 8 × CCD 1 × I/OD | 64 (128)       | 16 × 4      | 2                | 3.35             | 32 KB inst. 32 KB data (por core) | 512 KB (por core) | 256 MB (16 MB por CCX) | SP3 1P                   | 200 W |
| 7252   | 7 de agosto de 2019    | $475        | TSMC 7FF | 2 × CCD 1 × I/OD | 8 (16)         | 4 × 2       | 3.1              | 3.2              | 32 KB inst. 32 KB data (por core) | 512 KB (por core) | 64 MB (16 MB por CCX)  | SP3 (até) 2P             | 120 W |
| 7262   | 7 de agosto de 2019    | $575        | TSMC 7FF | 4 × CCD 1 × I/OD | 8 (16)         | 8 × 1       | 3.2              | 3.4              | 32 KB inst. 32 KB data (por core) | 512 KB (por core) | 128 MB (16 MB por CCX) | SP3 (até) 2P             | 155 W |
| 7272   | 7 de agosto de 2019    | $625        | TSMC 7FF | 2 × CCD 1 × I/OD | 12 (24)        | 4 × 3       | 2.9              | 3.2              | 32 KB inst. 32 KB data (por core) | 512 KB (por core) | 64 MB (16 MB por CCX)  | SP3 (até) 2P             | 120 W |
| 7282   | 7 de agosto de 2019    | $650        | TSMC 7FF | 2 × CCD 1 × I/OD | 16 (32)        | 4 × 4       | 2.8              | 3.2              | 32 KB inst. 32 KB data (por core) | 512 KB (por core) | 64 MB (16 MB por CCX)  | SP3 (até) 2P             | 120 W |
| 7302   | 7 de agosto de 2019    | $978        | TSMC 7FF | 4 × CCD 1 × I/OD | 16 (32)        | 8 × 2       | 3                | 3.3              | 32 KB inst. 32 KB data (por core) | 512 KB (por core) | 128 MB (16 MB por CCX) | SP3 (até) 2P             | 155 W |
| 7352   | 7 de agosto de 2019    | $1350       | TSMC 7FF | 4 × CCD 1 × I/OD | 24 (48)        | 8 × 3       | 2.3              | 3.2              | 32 KB inst. 32 KB data (por core) | 512 KB (por core) | 128 MB (16 MB por CCX) | SP3 (até) 2P             | 155 W |
| 7402   | 7 de agosto de 2019    | $1783       | TSMC 7FF | 4 × CCD 1 × I/OD | 24 (48)        | 8 × 3       | 2.8              | 3.35             | 32 KB inst. 32 KB data (por core) | 512 KB (por core) | 128 MB (16 MB por CCX) | SP3 (até) 2P             | 180 W |
| 7452   | 7 de agosto de 2019    | $2025       | TSMC 7FF | 4 × CCD 1 × I/OD | 32 (64)        | 8 × 4       | 2.35             | 3.35             | 32 KB inst. 32 KB data (por core) | 512 KB (por core) | 128 MB (16 MB por CCX) | SP3 (até) 2P             | 155 W |
| 7502   | 7 de agosto de 2019    | $2600       | TSMC 7FF | 4 × CCD 1 × I/OD | 32 (64)        | 8 × 4       | 2.5              | 3.35             | 32 KB inst. 32 KB data (por core) | 512 KB (por core) | 128 MB (16 MB por CCX) | SP3 (até) 2P             | 180 W |
| 7532   | 7 de agosto de 2019    | $3350       | TSMC 7FF | 8 × CCD 1 × I/OD | 32 (64)        | 16 × 2      | 2.4              | 3.3              | 32 KB inst. 32 KB data (por core) | 512 KB (por core) | 256 MB (16 MB por CCX) | SP3 (até) 2P             | 200 W |
| 7542   | 7 de agosto de 2019    | $3400       | TSMC 7FF | 4 × CCD 1 × I/OD | 32 (64)        | 8 × 4       | 2.9              | 3.4              | 32 KB inst. 32 KB data (por core) | 512 KB (por core) | 128 MB (16 MB por CCX) | SP3 (até) 2P             | 225 W |
| 7552   | 7 de agosto de 2019    | $4025       | TSMC 7FF | 6 × CCD 1 × I/OD | 48 (96)        | 12 × 4      | 2.2              | 3.3              | 32 KB inst. 32 KB data (por core) | 512 KB (por core) | 192 MB (16 MB per CCX) | SP3 (até) 2P             | 200 W |
| 7642   | 7 de agosto de 2019    | $4775       | TSMC 7FF | 8 × CCD 1 × I/OD | 48 (96)        | 16 × 3      | 2.3              | 3.3              | 32 KB inst. 32 KB data (por core) | 512 KB (por core) | 256 MB (16 MB por CCX) | SP3 (até) 2P             | 225 W |
| 7662   | 7 de agosto de 2019    | $6150       | TSMC 7FF | 8 × CCD 1 × I/OD | 64 (128)       | 16 × 4      | 2                | 3.3              | 32 KB inst. 32 KB data (por core) | 512 KB (por core) | 256 MB (16 MB por CCX) | SP3 (até) 2P             | 225 W |
| 7702   | 7 de agosto de 2019    | $6450       | TSMC 7FF | 8 × CCD 1 × I/OD | 64 (128)       | 16 × 4      | 2                | 3.35             | 32 KB inst. 32 KB data (por core) | 512 KB (por core) | 256 MB (16 MB por CCX) | SP3 (até) 2P             | 200 W |
| 7742   | 7 de agosto de 2019    | $6950       | TSMC 7FF | 8 × CCD 1 × I/OD | 64 (128)       | 16 × 4      | 2.25             | 3.4              | 32 KB inst. 32 KB data (por core) | 512 KB (por core) | 256 MB (16 MB por CCX) | SP3 (até) 2P             | 225 W |
| 7H12   | 18 de setembro de 2019 |             | TSMC 7FF | 8 × CCD 1 × I/OD | 64 (128)       | 16 × 4      | 2.6              | 3.3              | 32 KB inst. 32 KB data (por core) | 512 KB (por core) | 256 MB (16 MB por CCX) | SP3 (até) 2P             | 280 W |
| 7F32   | 14 de abril de 2020    | $2100       | TSMC 7FF | 4 × CCD 1 × I/OD | 8 (16)         | 8 × 1       | 3.7              | 3.9              | 32 KB inst. 32 KB data (por core) | 512 KB (por core) | 128 MB (16 MB por CCX) | SP3 (até) 2P             | 180 W |
| 7F52   | 14 de abril de 2020    | $3100       | TSMC 7FF | 8 × CCD 1 × I/OD | 16 (32)        | 16 × 1      | 3.5              | 3.9              | 32 KB inst. 32 KB data (por core) | 512 KB (por core) | 256 MB (16 MB por CCX) | SP3 (até) 2P             | 240 W |
| 7F72   | 14 de abril de 2020    | $2450       | TSMC 7FF | 6 × CCD 1 × I/OD | 24 (48)        | 12 × 2      | 3.2              | 3.7              | 32 KB inst. 32 KB data (por core) | 512 KB (por core) | 192 MB (16 MB por CCX) | SP3 (até) 2P             | 240 W |

1. ↑  Core Complexes (CCX) × cores por CCX

### Consolas de Video game
- Xbox Series X e Series S
- PlayStation 5
- Steam Deck
- AMD 4700S[116]

## Galeria

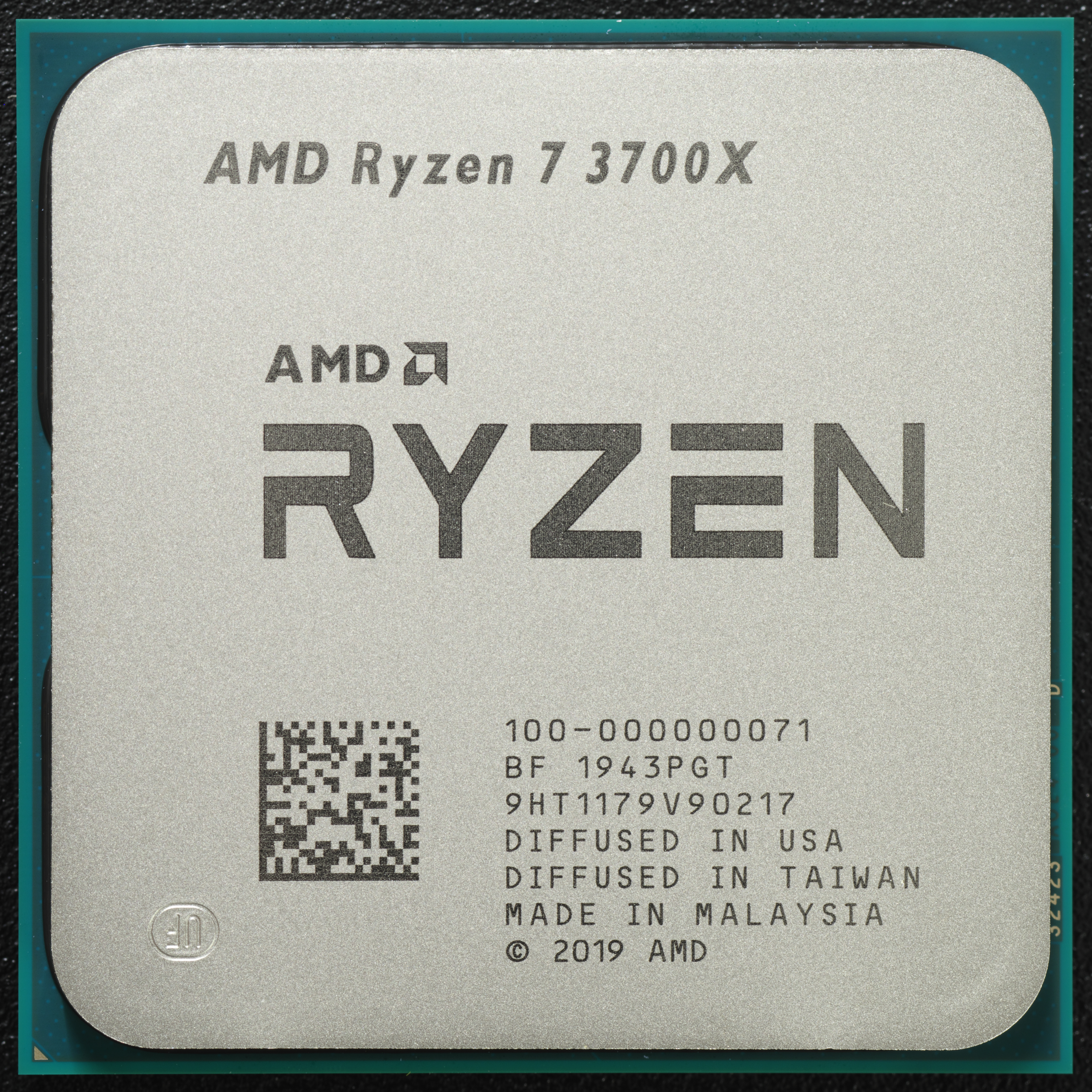
AMD Ryzen 7 3700X
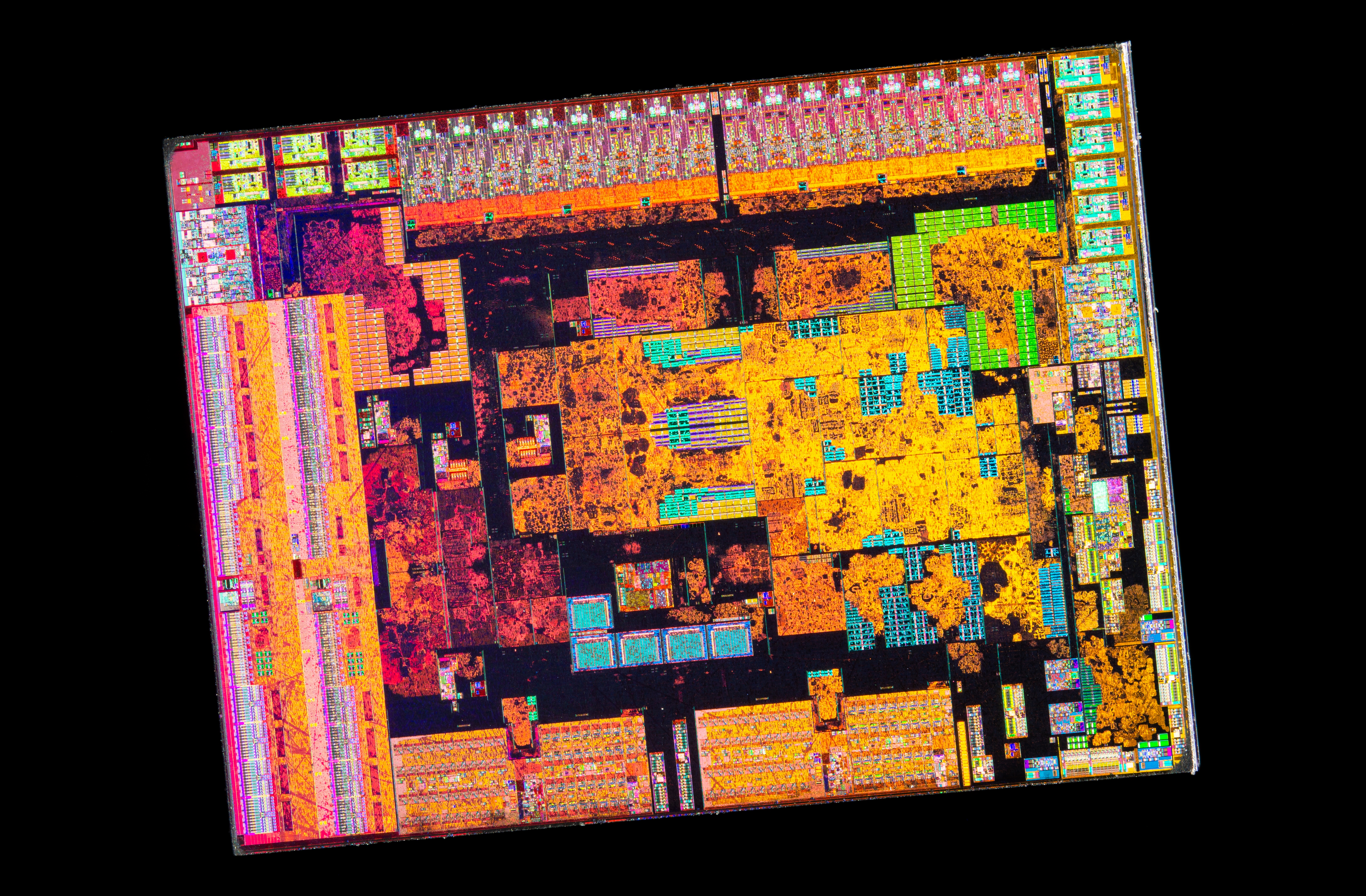
Zen 2 I/O Die
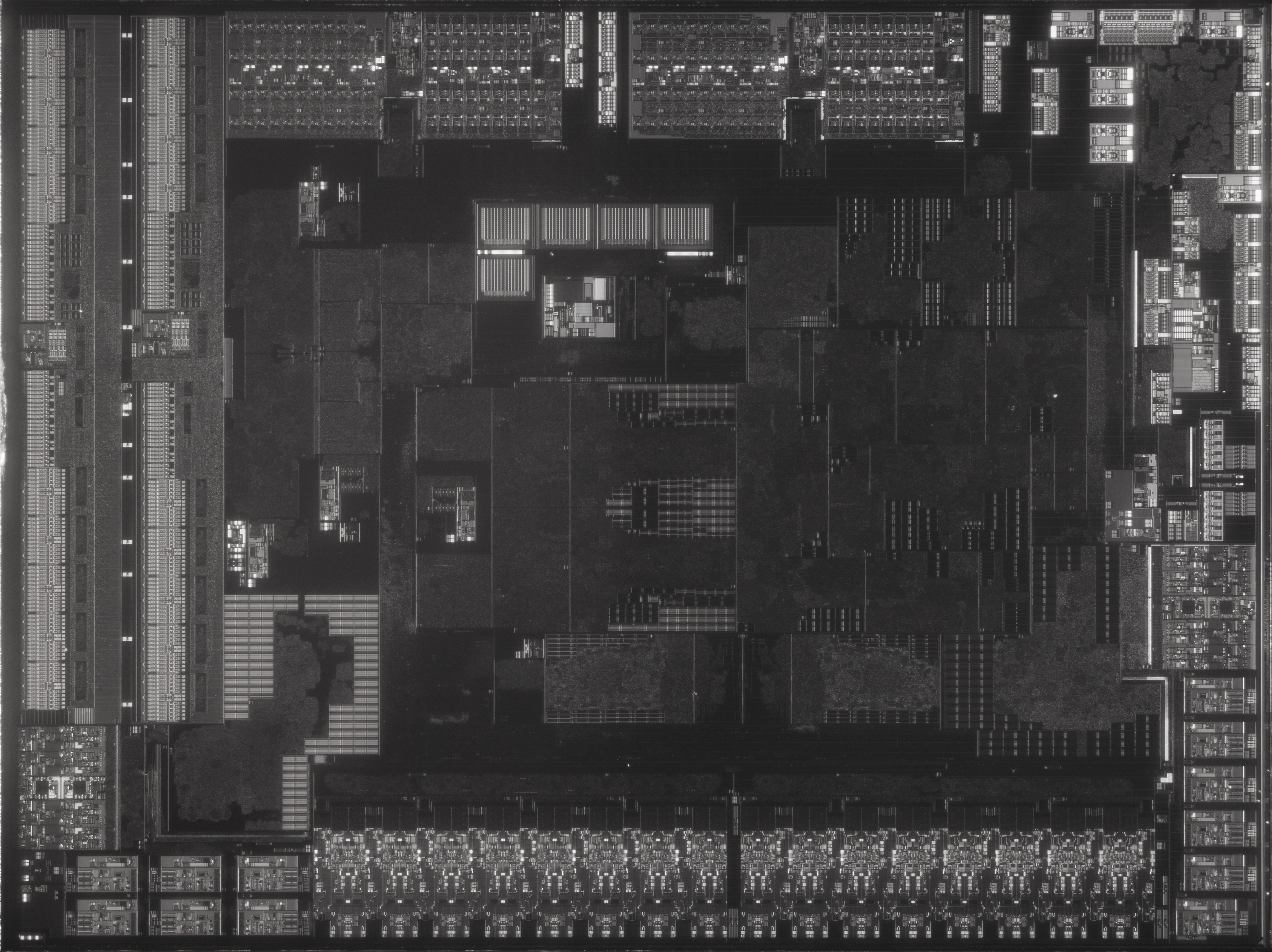
Disparo infravermelho da matriz de I/O
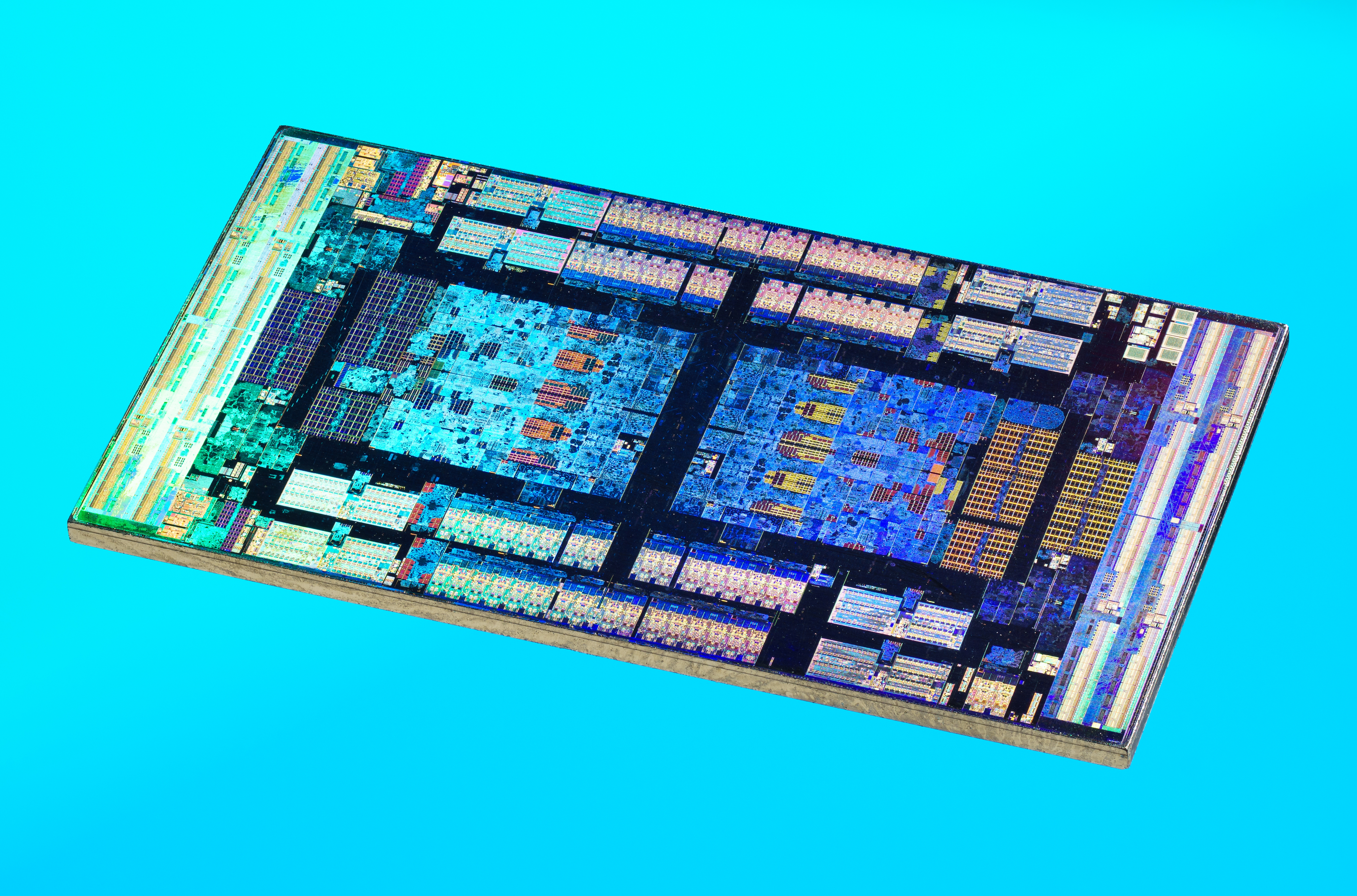
EPYC I/O Die
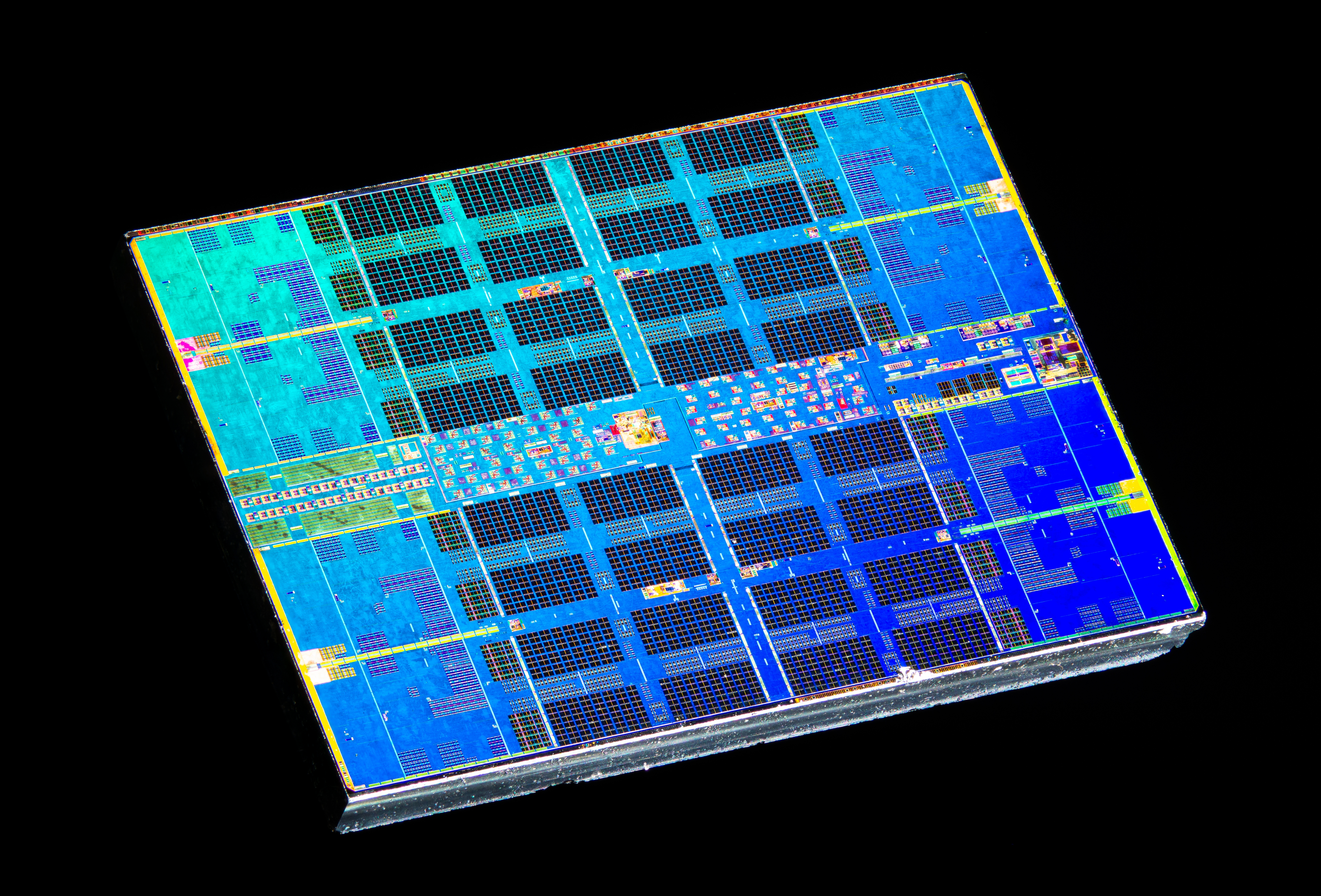
Zen 2 Core Complex Die (CCD)
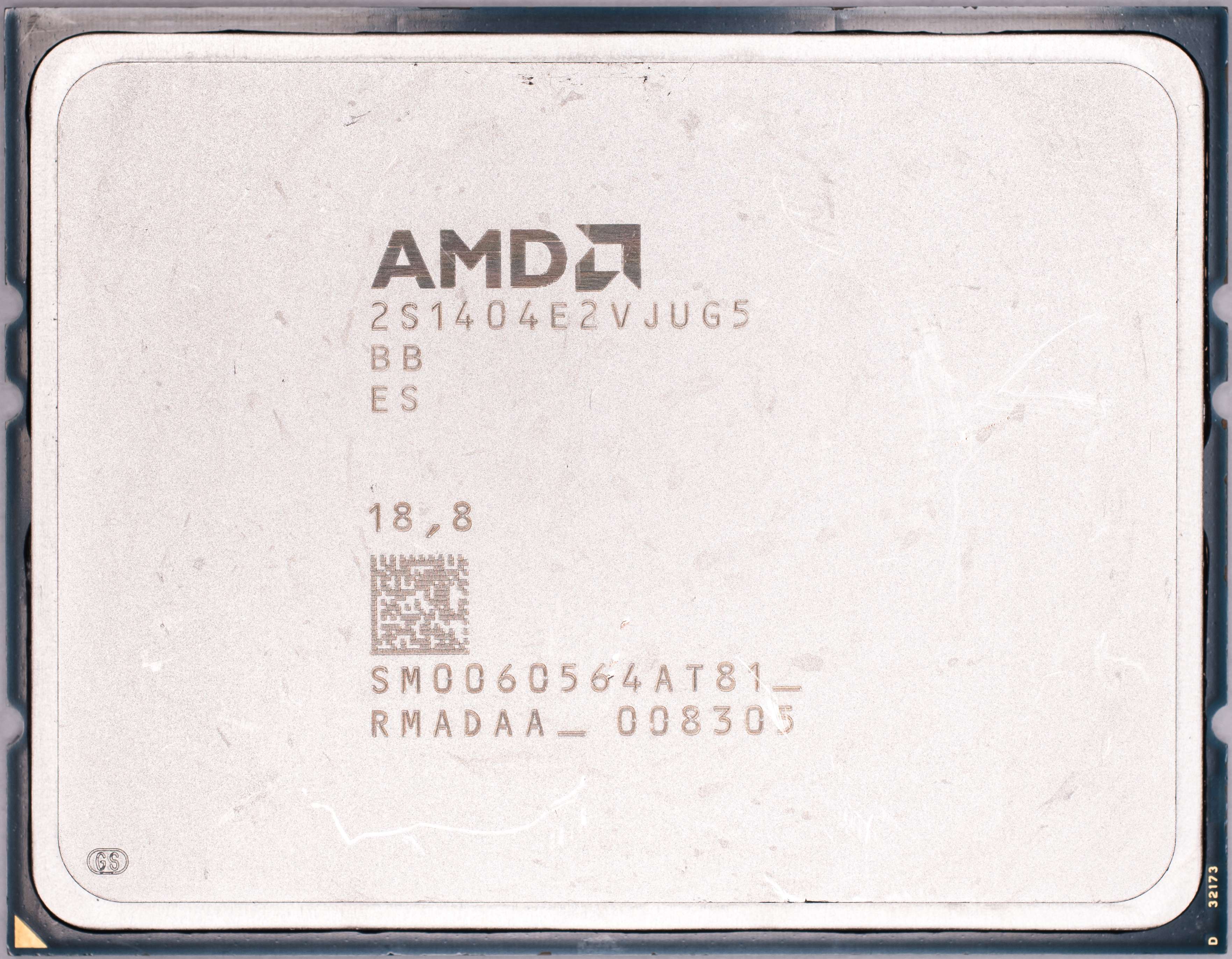
Processador de servidor AMD EPYC 7702.
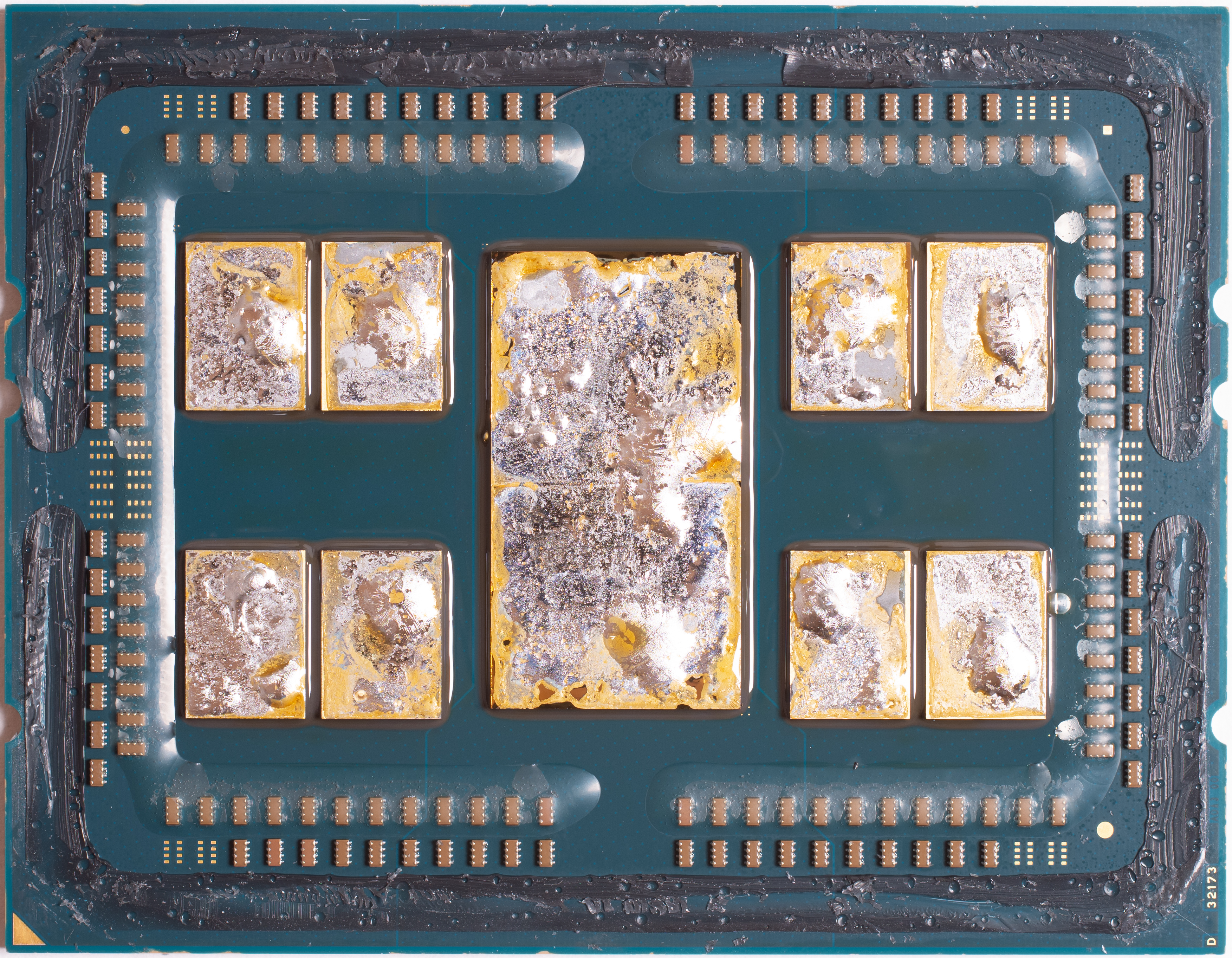
Um AMD 7702 delidded com 8 CCDs, com restos do material de interface térmica de solda (TIM) nos chiplets.